# Penal de Barbadillo
El Penal de Barbadillo también conocida como La Prisión Presidencial, es un establecimiento penitenciario ubicado en Lima, Perú. Es administrado por el Instituto Nacional Penitenciario del Perú. Actualmente se encuentran recluidos los expresidentes Alejandro Toledo, Pedro Castillo, Ollanta Humala y Martín Vizcarra.

## Historia
Fue abierto tras de la extradición de Alberto Fujimori. Fue concebido como un espacio temporal, mientras que se terminara de construir un establecimiento para él; sin embargo se estableció que permaneciera en el lugar durante el gobierno de Alan García. Alberto Fujimori permaneció allí, primero para afrontar los procesos y luego para que cumpliera su condena. En el 2019 se determinó que permaneciera en el penal de Barbadillo luego que anulará el beneficio penitenciario el 3 de octubre del 2018.

## Ubicación
Está ubicada en las instalaciones de la Dirección de Operaciones Especiales (Diroes), en el distrito de Ate, cerca a la Prolongación Javier Prado y la Carretera Central.

## Características
El establecimiento que ocupaba Alberto Fujimori tiene alrededor de 800 metros cuadrados. Cuenta con un dormitorio de 15 metros cuadrados, una cocina y un baño. Asimismo tiene un cuarto que funciona como sala de visitas y comedor de 20 metros cuadrados. Las mismas dimensiones cuenta el dormitorio de Pedro Castillo que tiene acceso a un jardín.
En el 2023 se anunció la firma de un convenio de cooperación interinstitucional para que cuente con una sala de audiencias y videoconferencias con el fin que puedan desarrollarse las diligencias judiciales a los expresidentes.

## Reclusos
Entre sus más reconocidos internos se encuentran los expresidentes Alejandro Toledo desde el 23 de abril de 2023, Pedro Castillo desde el 16 de diciembre de 2022, Ollanta Humala desde el 16 de abril de 2025 (también anteriormente desde el 2017 al 2018) y Martín Vizcarra desde el 13 de agosto de 2025. También albergó al expresidente Alberto Fujimori entre 2007 y 2023.

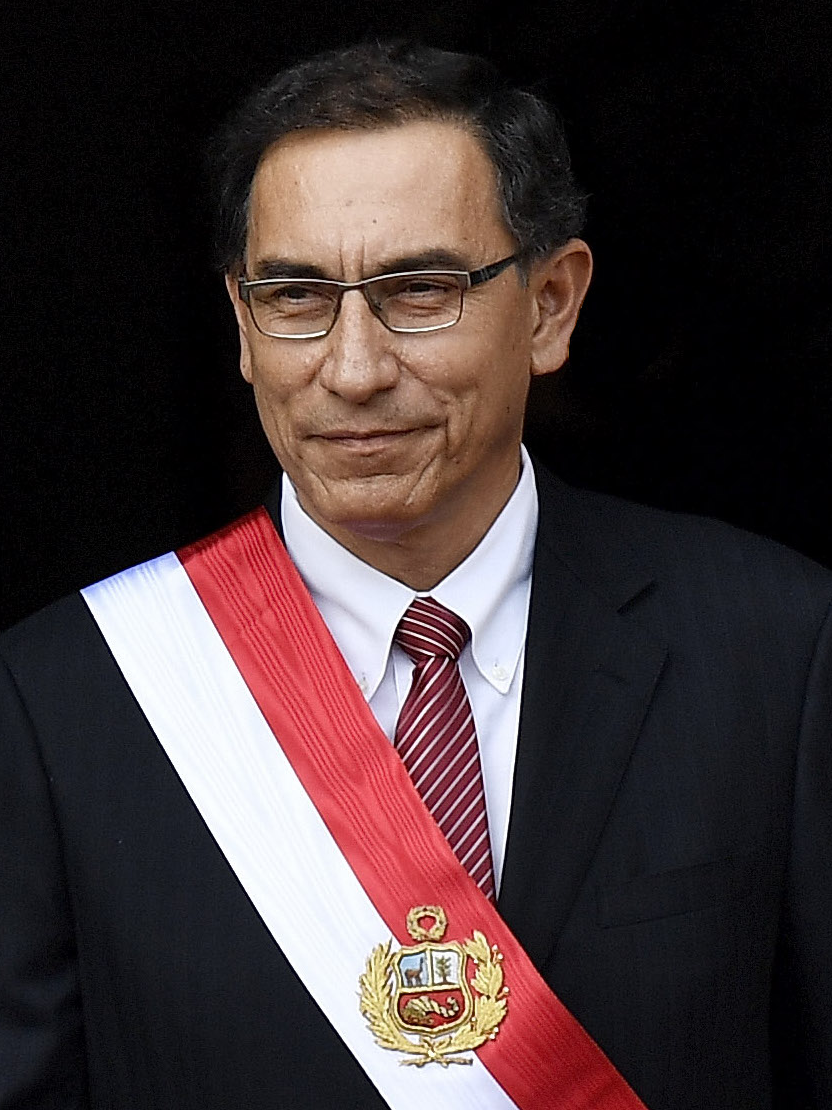
Martín Vizcarra
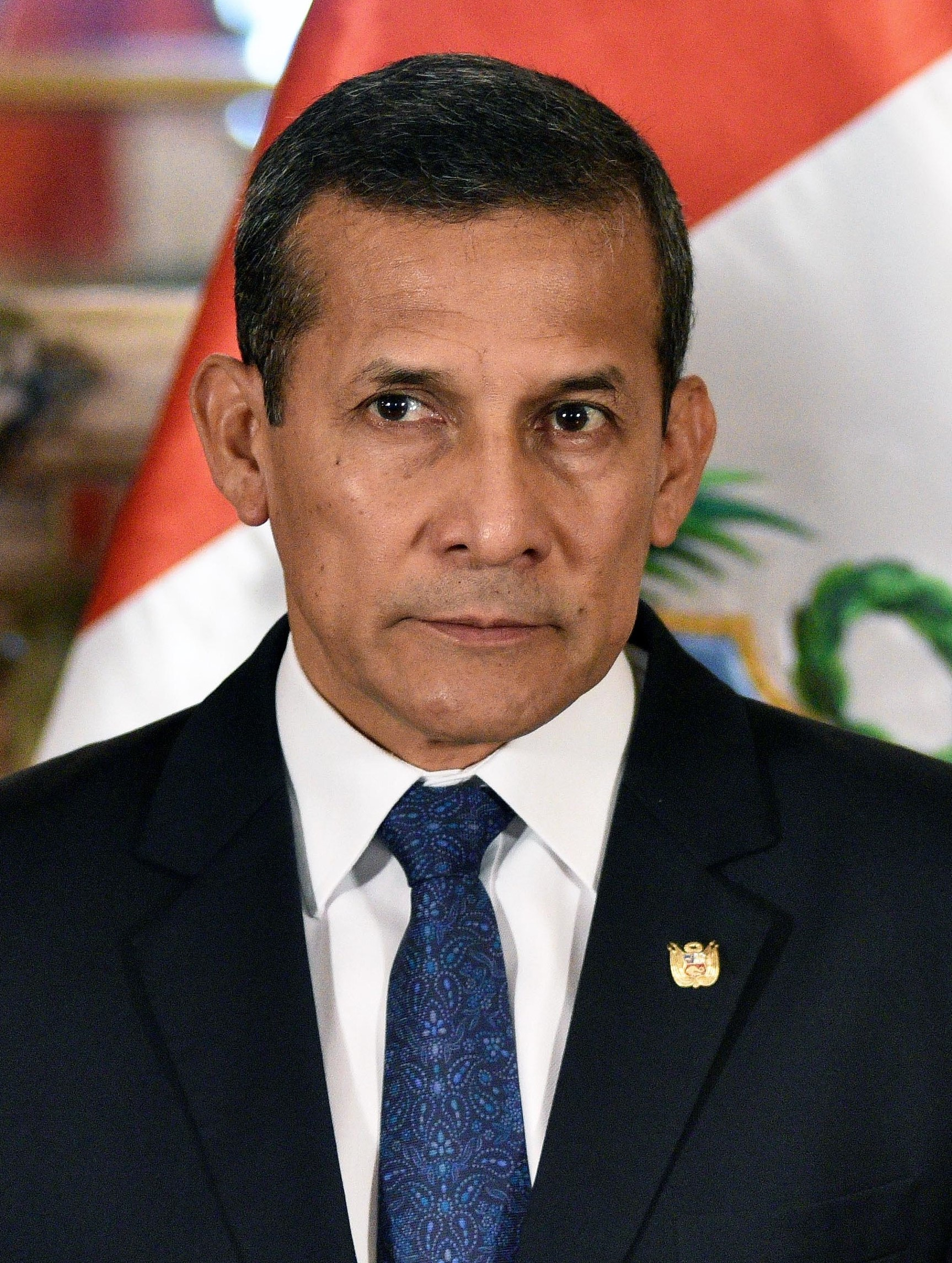
Ollanta Humala
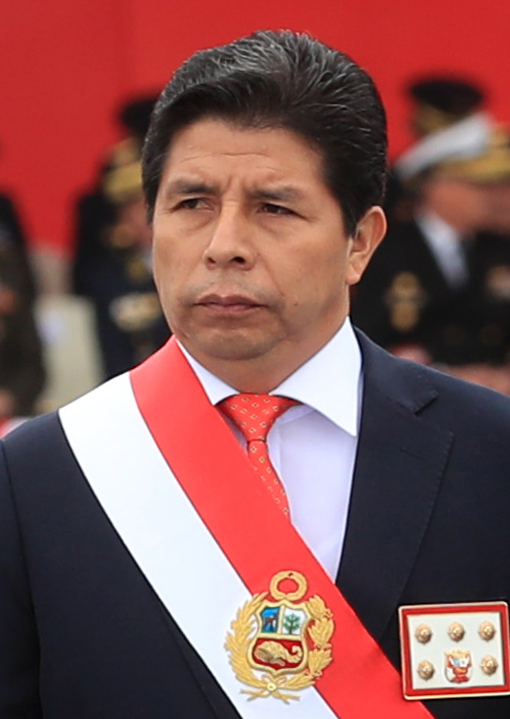
Pedro Castillo
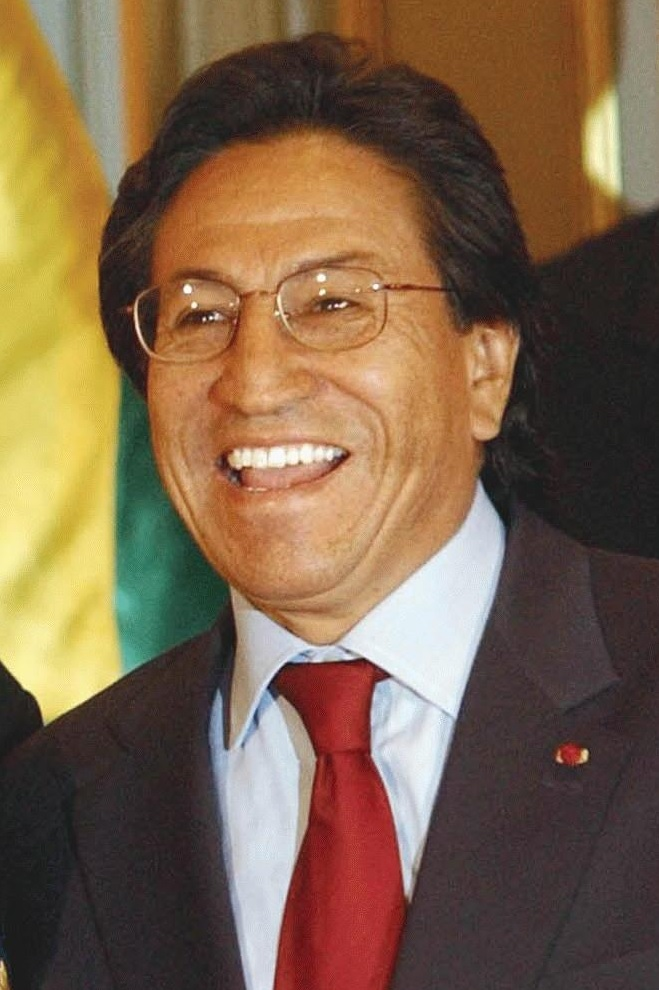
Alejandro Toledo